# Bodenseekreis
Okrug Bodensko jezero (njemački:Bodenseekreis) okrug je u njemačkoj pokrajini Baden-Württemberg. Oko 207.766 stanovnika živi u okrugu površine 664,78 km².

## Gradovi
1. Friedrichshafen
2. Markdorf
3. Meersburg
4. Tettnang
5. Überlingen

## Vanjske poveznice
- Webstranica okruga